# Breguet
Société des Ateliers d'Aviation Louis Breguet, eller endast Breguet, är en nedlagd fransk flygplanstillverkare. Företaget grundades 1911 av flygpionjären Louis Charles Breguet. Företaget upplöstes efter att ha gått upp i Dassault Aviation 1971.

## Flygplan och helikoptrar
- Breguet-Richet Gyroplane (1907)
- Breguet-Richet Gyroplane No.2 (1908)
- Breguet Type I (1909)
- Breguet Type II (1910)
- Breguet Type III (1910)
- Breguet Type IV (1911)
- Breguet Type R.U1 (1911)
- Breguet Aerhydroplane (1913, flög aldrig)
- Breguet Bre.4 (1914)
- Breguet Bre.5 (1915)
- Breguet 6 (1915)
- Breguet 14 (1916)
- Breguet 12 (1918)
- Breguet 16 (1918)
- Breguet 17 (1918)
- Breguet 19 (1922)
- Breguet 20 (1922)
- Breguet 22 (1922-1923)
- Breguet 26T (1926)
- Breguet 280T (1928)
- Breguet 27 (1929)
- Breguet 270 (1929)
- Breguet 393T (1931)
- Breguet 410 (1931)
- Breguet Br.521 Bizerte (1933)
- Breguet 530 Saigon (1933, civilversion av Breguet Br.521 Bizerte)
- Gyroplane Laboratoire (1935)
- Breguet 460 Vultur (1935)
- Breguet 470 (1936)
- Breguet 693 (1938)
- Breguet 730 (1938)
- Breguet 500 Colmar (1945)
- Breguet 480 (1947)
- Breguet 482 (1947)
- Breguet G.11E (1949)
- Breguet Deux-Ponts (1949)
- Breguet 790 (1940-talet)
- Breguet Br 900 Louisette (1948)
- Breguet 890 Mercure (1949)
- Breguet Br 901 Mouette (1954)
- Breguet Br 904 Nymphale (1956)
- Breguet Br 905 Fauvette (1958)
- Breguet 940 (1958)
- Breguet 941 (1961)
- Breguet Vultur (1951)
- Breguet Taon (1957)
- Breguet Alizé (1956)
- Breguet 1100 (1957)
- Breguet Atlantique (1961)

1. ↑  hämtat från: tjeckiskspråkiga Wikipedia.[källa från Wikidata]
2. ↑  hämtat från: ryskspråkiga Wikipedia.[källa från Wikidata]